# Ohrobec
Ohrobec är en ort i Tjeckien.   Den ligger i regionen Mellersta Böhmen, i den centrala delen av landet, 16 km söder om huvudstaden Prag. Ohrobec ligger 361 meter över havet och antalet invånare är 703.
Terrängen runt Ohrobec är platt åt nordost, men åt sydväst är den kuperad.Runt Ohrobec är det ganska tätbefolkat, med 90 invånare per kvadratkilometer. Närmaste större samhälle är Prag, 16,3 km norr om Ohrobec. I omgivningarna runt Ohrobec växer i huvudsak blandskog.